# Wilhelm Mohr (Schriftsteller)
Wilhelm „Willem“ Mohr (* 2. August 1912 in Hamburg-Francop; † 2. Dezember 2000 ebenda) war ein deutscher Schriftsetzer und niederdeutscher Autor.

## Leben
Der Sohn eines Landwirts besuchte in Francop die Volksschule. 1927 begann er in Buxtehude eine Lehre als Schriftsetzer. Anschließend arbeitete er dort und später in Werlte als Setzer und Buchdrucker. 1934 wurde er Soldat in der Wehrmacht und geriet gegen Ende des Zweiten Weltkrieges in Kriegsgefangenschaft, aus der er 1949 heim kam. Von 1949 bis 1958 arbeitete er in Hamburg-Harburg als Setzer, Drucker und Korrektor bei den Harburger Anzeigen und Nachrichten; von 1958 bis 1976 in Hamburg-Finkenwerder als Verwaltungsangestellter.
Willem Mohr war in seiner Freizeit als Heimatforscher tätig. Von ihm sind zwei Heimatbücher und sieben plattdeutsche Bücher erschienen. Er war Vorsitzender des Heimatvereins Francop und Mitbegründer sowie später „Öllermann“ (plattdeutsch für Ältermann) des Vereins Plattdüütsch leevt. Seine im Selbstverlag herausgegebenen Bücher wurden auch von plattdeutschen Vereinen in Amerika, Kanada und Holland bestellt. Neben Buchlesungen kam er auch gelegentlich im Hörfunk zu Wort.
Nach seinem Tod wurde sein Leichnam wie auch der seiner Frau Lisa, geborene Schütte, im Familiengrab seiner Eltern auf dem Friedhof Hamburg-Neuenfelde beigesetzt.

## Ehrungen
- Ehrenmitgliedschaft des Vereins Plattdüütsch leevt[5]
- Medaille für treue Arbeit im Dienste des Volkes[4]
- 1993: Süderelbe-Thaler[6]
- 1999: Bundesverdienstkreuz (Verdienstmedaille)

## Literarische Werke
- et al.: Francop und seine Graft im Alten Land 1266–1966. Ein Hamburger Landschafstbild Hrsg. vom Heimatverein Francop e.V., Verlag Dr. Johannes Knauel, Buchholz i. d. Nordheide 1966
- So wüer't eenmol bi uns an'n Diek. Vertellns un Riemels ut Hamburg-Frankop/Ohles Land, Drütte Miel, Selbstverlag Mohr, Hamburg 1970 [2. Aufl. 1971]
- Lach mit mi. Vertellns un Riemels von Lüüd achtern Elwdiek, Selbstverlag Mohr, Hamburg 1973 [2. Aufl. 1976]
- Frisch op de Lien. Lustige Vertellns un Riemels un'n beten Heimatgeschicht Selbstverlag Mohr, Hamburg 1977
- Fiev vör twölf. Gedanken to´n Umweltschutz, Selbstverlag Mohr, Hamburg 1980
- Rund üm den Wiehnachtsboom. Vertellns un Riemels, von St. Nicolaus bit to de Hilligen dree Keunige, Selbstverlag Mohr, Hamburg 1983
- 750 Jahre Francop 1235–1985. Ein Altländer Dorf im Stadtstaat Hamburg. Hrsg. vom  Heimatverein Francop e.V., Hamburg-Francop 1984
- Lach mit mi. Vertellns un Riemels von Lüüd achtern Elwdiek. dbw-Verlag, Freiburg/Elbe 1987
- To'n Tietverdriev. Vertellns un Riemels von Lüüd un Land achtern Elvdiek in Ool Land, Selbstverlag Mohr, Hamburg 1989
- Ut mien lütt Welt achtern Elvdiek in Olland. Geschichten und Riemels to'n Högen un Nodinken, Selbstverlag Mohr, Hamburg 1994
- Goht mit mi dör't Leben. Achtern Elvdiek in Olland; öber Lüüd un Land in Riemels opschreben, Selbstverlag Mohr, Hamburg 1997

## Diskografie
- Benny-Boys/Wilhelm Mohr: Süderelbemarsch (Split-Single)